# Distrito de Parobamba
El distrito de Parobamba es uno de los cuatro que integran la provincia peruana de Pomabamba ubicada en el Departamento de Ancash, bajo la administración del Gobierno regional de Ancash. en el Perú.

## Historia
El distrito fue creado mediante Ley del 28 de agosto de 1868, en el gobierno del Presidente José Balta y Montero.
Parobamba perteneció hasta 1868 al distrito de Piscobamba. Limita con la provincia de Marañón, al cual se accede por el puente Huascarbamba, sobre el río homónimo de esta provincia. Desde la década de 1970, disponen de una carretera, que yendo de Pasacancha a Pomabamba, en Paloseco, se desvía a Parobamba. Desde que llegó la carretera Huari-San Luis a Llumpa, los de Parobamba ya salen por Pomabamba- Piscobamba y de aquí por Huari o por Yungay. Mucha gente joven viajó al distrito de Uchiza, en los años 1980, ese éxodo ha cesado por el cambío de giro de sembríos.

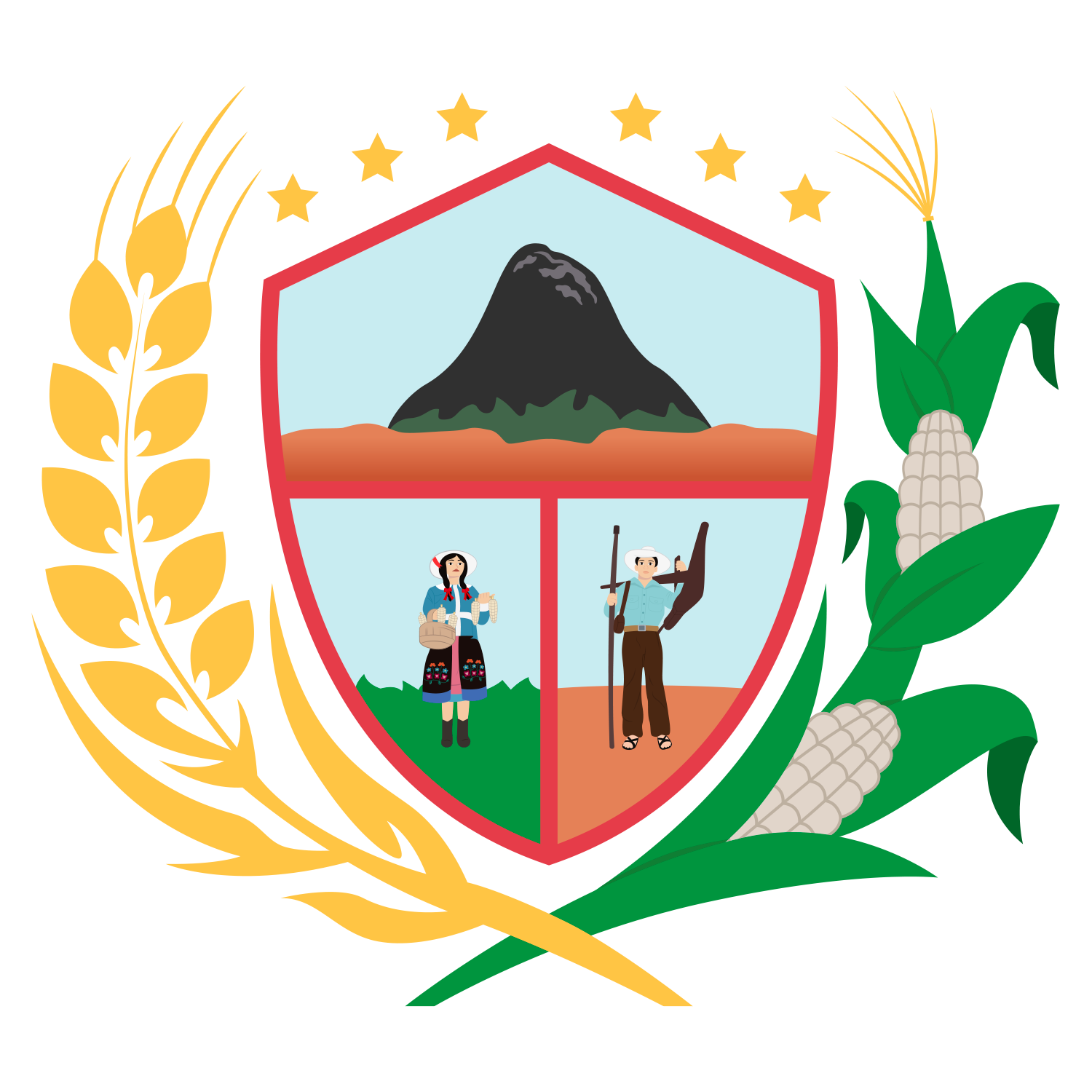
Escudo Oficial de Parobamba

Como personaje descollante, es considerado el padre Alfonso Ponte Gonzales, él ha escrito la novela "Por la senda"(1945), que es una biografía novelada de Fidel Olivas escudero.Y en 1960 publica un compendio de cuentos, relatos costumbristas, llamado "Allá sobre los Andes".

## Geografía
Tiene una superficie de 331,1 km².

## Hitos urbanos
La población capital se divide en dos barrios, Parobamba Alto y Parobamba Nuevo. Pertenecen a Parobamba los caseríos , Cachipampa, Ocopón, Huanchayllu, Shumpillán, Changa, Cajas, Huacrachin, Maraybamba, Vilgo y Cusca. 
El colegio secundario lleva por nombre "Luis Tarazona Negreiros" , destacado maestro pomabambino. 
La Escuela Primaria de Menores N.º 84019 "Alfonso Ponte Gonzales" alma mater de la educación parobambina, actualmente está dotado de tecnologías de punta mediante el CRT Centro de Recursos Tecnológicos

## Autoridades

### Municipales
Alcalde actual 2023-2026: Mardonio Emilio López Escudero
- 2019-2022
  - Alcalde: Edgardo Gilden Amancio Murillo
- 2011-2014[1]
  - Alcalde: Emiliano Agustín Calderón Ramos, del Partido Democrático Somos Perú (SP).
  - Regidores: Rosario Marcos Yzaguirre La Torre (SP), Simión Edilberto Pomarica Paulino (SP), Aurelio Juan Herrera Melgarejo (SP), Verónica Jovina Buiza Murillo (SP), Eber Nilo Evaristo López (Movimiento Independiente Nueva Esperanza Regional Ancashina Nueva Era)
- 2007-2010
  - Alcalde: Rolando Sánchez Vidal.

## Festividades
Hay dos fiestas patronales:
- "Bajada de Reyes" en Cachipampa, el 4, 5 y 6 de enero
- "Santa Cruz" en Parobamba Alto, el 14 de setiembre
- "Virgen del Rosario", en Parobamba Nuevo, el 7 de octubre.
- "Virgen Purísima" en Huacrachin, el 12 de diciembre